# Список керівників держав 325 року
Список керівників держав 325 року — це перелік правителів країн світу 325 року.
Список керівників держав 324 року — 325 рік — Список керівників держав 326 року — Список керівників держав за роками

## Європа
- Боспорська держава — цар Рескупорід VI (303-341/342) і Рескупорід VII (322/324—336/337)
- Ірландія — верховний король Колла Вайс (322—326)
- Римська імперія — Константин І Великий (308-337)
- Дал Ріада — ?
- Думнонія — Донольт (305-340)
- Святий Престол — папа римський — Сильвестр I (314-335)
- Візантійський єпископ Олександр (314-337)

## Азія
- Близький Схід
- Гассаніди — Аль-Харіт II ібн Джабала (317-327)
- Диньяваді (династія Сур'я) — раджа Тюрія Мандала (313-375)
- Іберійське царство — цар Міріан III (284-361)
- Велика Вірменія — Тиридат III (287/298-330)
- Індія
  - Царство Вакатаків — імператор Праварасена I (270-330)
  - Імперія Гуптів — магараджа Чандрагупта I (320-330/350)
  - Західні Кшатрапи — махакшатрап Рудрасімха II (304-348)
  - Кушанська імперія — Чху (310-325); Шака I (325—345)
- Китай
  - Династія Цзінь — Сима Шао (323—325)
  - Династія Чен — Лі Сюн (304-334)
  - Династія Рання Чжао — Лю Яо (318-329)
  - Династія Пізня Чжао — Ши Ле (319—333)
  - Династія Рання Лян — Чжан Цзюнь (324—346)
  - Дай — Тоба Хежу (321—325); Тоба Хена (325—329)
  - Туюхун (Тогон) — Муюн Туян (317-329)
  - вождь східного сяньбійського племені мужун — Мужун Хуей (321—333)
- Корея
  - Кая (племінний союз) — ван Коджіль (291-346)
  - Когурьо — тхеван (король) Мічхон (300-331)
  - Пекче — король Пірю (304-344)
  - Сілла — ісагим (король) Хирхе (310-356)
- Паган — король Пайк Тінлі (324—344)
- Персія
  - Держава Сасанідів — шахіншах Шапур II (309-379)
  - Бактрія і Гандхара — кушаншах Пероз II (300-325)
- Ліньї — Фам Дат (284—336)
- Сипау (Онг Паун) — Со Хом Па (309-347)
- Хим'яр — Та'ран Їхан'ім (315-340)
- Японія — Імператор Нінтоку (313-399)
  -     - Азія — Амній Маній Цезоній Нікомах Аніцій Паулін Гонорій (323—324); Фабій Тіціан (між 324 й 337)

## Африка
- Царство Куш — цар Акедакетівал (314-340)

## Північна Америка
- Мутульське царство — Кініч-Муван-Холь I (317? — 359)